# 野々村真
野々村 真（ののむら まこと、1964年〈昭和39年〉6月24日 - ）は、日本の俳優、タレント、司会者。旧芸名は野々村 誠（読み同じ）。東京都文京区本郷出身。スターダストプロモーション所属。妻は野々村俊恵（旧芸名・坂上とし恵）で、一女一男の父親。長女は香音で、他に長男（香音の弟）がいる。血液型はA型。

## 経歴
本郷で、祖父の代から青果店を営む家庭に生まれる。文京区立湯島小学校、文京区立第四中学校を経て、城西高等学校中退後、明治大学付属中野高等学校定時制に編入し、卒業（同級生には、近藤真彦・野村義男がいる）。
1982年、18歳当時に劇男一世風靡が分裂する前の劇男零心会に参加していた。渋谷のNHK前や原宿の路上で踊っていたことがある（劇男零心会には参加していたが、劇男一世風靡には参加していない）。同劇団の公演をフジテレビプロデューサー（当時）の横澤彪が見学に来ており、新番組（『森田一義アワー 笑っていいとも!』）のアシスタントを選出するオーディションを勧められる。後日、劇団員数人とオーディションに参加。劇団員の中で唯一合格を果たし、既にタレントとして活動していた羽賀研二・久保田篤と初代いいとも青年隊としてデビュー。
1995年に、10年以上にわたって交際（同棲）していた元アイドルの坂上とし恵と結婚。翌年、妻は芸名を野々村姓の本名に改名し、野々村俊恵名義で芸能界に復帰。夫婦共演でのTV出演も多く、恐妻家タレントとしても有名となった。その後、俊恵との間に二児を儲け、現在俊恵は基本的に主婦業に専念している。

## エピソード・その他
- 少年時代から野球好きで、高校時代途中まで野球部に所属していた。ポジションは投手（左投げ）で、1年時からレギュラーを獲得したほどだった。しかし、それを快く思わなかった同級生からは白い目で見られ、病を患い退部。後に通っていた高校も中退し、以降は定時制高校に編入して通っていた。その後、渋谷で見たタケノコ族に出会い加入し、美少年を求めていた劇男零心会からスカウトされ入団。劇団員としての厳しい稽古と並行して、番組オーディションでは不合格の日々が続く。その中で、いいとも青年隊のオーディションに合格し、芸能界入りを果たす。
  - C-C-Bの渡辺英樹とは家も近く、幼馴染である。また双方の実家が商売をしていたこともあり（渡辺家は米販売店）、父親同士も親しかった。野々村も渡辺も芸能界で名をあげようと奮闘していた時期が重なっていたこともあり、父親同士で「どちらの息子が先に有名になるか」という賭けをした。結果は野々村の方がいいとも青年隊で先に有名になったため、負けを認めた渡辺家から米が届けられたというエピソードがある。
  - 小学生の頃に通っていた塾の講師は歌手の安部恭弘であり、後に安部が夜のヒットスタジオに出演した際には野々村が応援に駆けつけることとなった。
- 恐妻家としても知られ[6]、ドッキリ番組では俊恵夫人も仕掛け人側に回る事も多い。私生活では亭主関白な面も持っているらしく、『まさかのホントバラエティー イカさまタコさま』に愛娘が出演した際に「テレビでは弱いキャラだけど家では滅茶苦茶怖い」と暴露していた。一方で、芸能界きってのおしどり夫婦でもあり、俊恵夫人とは野々村が売れない時代からの付き合いという事もあり、エピソードも数多い。
  - 1997年1月18日、サイパンのカラオケバーで佐々木主浩と俊恵夫人ともに日本人の一般客と喧嘩になり、佐々木が額を11針縫う傷を負った。後に、喧嘩相手が週刊誌などに喧嘩の経緯を告発したため、ワイドショーの取材攻勢を受ける騒動となった。
- 初代いいとも青年隊として『笑っていいとも!』出演期間に、大学受験を経験した。第一志望だった青山学院大学のみに絞っての受験という気迫の選択だった。その際は『笑っていいとも!』番組放送中に合否発表を受けるという演出がなされたが、結果は不合格だった。その後野々村は大学入学を諦め、それ以降は芸能活動に専念した。
- 1999年4月6日からは、朝日放送テレビで放送されている『おはよう朝日です』に2020年9月28日まで曜日コメンテーターとして出演しており、月曜日のコメンテーターとしてレギュラー出演し、同番組に曜日別コメンテーターの制度が設けられてからは、井上公造に次いで出演期間が2番目に長いコメンテーターであったが前述のとおり2020年9月28日放送分をもって番組リニューアルを機に卒業した。
- 2014年4月からはフジテレビ系列の生放送番組『バイキング』の月曜レギュラーに就任。そのため2020年9月28日までは日曜夜に大阪入りし、翌朝『おはよう朝日です』に出演。おは朝放送終了後すぐに東京に戻り、昼から『バイキング』に出演するというハードスケジュールをこなしていた。この関係から交通機関のアクシデントにより『バイキング』を欠席した事が何度かある（実例は、2014年10月6日の放送など[7]）。
- 「世界・ふしぎ発見」に長年レギュラー出演している縁から、毎年8月15日に徳島市阿波おどりの『日立連』として10年以上に渡って参加している[8][9]。
- 2020年4月6日放送からの『バイキング』はリモート出演を含めた必要最小限の出演者の進行になり、野々村真はこの日以降、スタジオ及びリモート出演機会が皆無となった。6月22日、フジテレビ局内にある別スタジオからのリモート出演で12週ぶりに番組出演した[10][11][12]。
- 2021年7月31日、新型コロナウイルスへの感染を所属事務所が公表[13][14]。自宅療養していたが症状が悪化し、8月5日に保健所の指示で入院した[15][16]。8月25日、退院を報告[17]。

## 出演

### バラエティ
- 笑っていいとも!（1982年10月4日 - 1985年3月29日、フジテレビ） - いいとも青年隊
- 世界・ふしぎ発見!（1986年4月19日 - 2024年3月30日、TBS）※初期は不定期出演で、1991年4月27日以降はレギュラー出演
- アグネス・チャンのHI!赤チャンネル（1986年4月5日 - 1990年3月31日、フジテレビ）
- 世界の超豪華・珍品料理（1989年 - 1993年頃、フジテレビ） - 食レポーター
- キッチンパトロール（1990年 - 1995年、TBS） - 3代目司会
- 紳助のサルでもわかるニュース（1994年4月 - 1997年9月、日本テレビ）
- ひらけ!GOMA王国（1995年10月 - 1996年3月、関西テレビ）
- アッコの泣かしたろか!?（1996年10月5日 - 1998年3月28日、テレビ朝日）
- 気分はジャマイカ（読売テレビ） - 初代司会
- SHOW-NEN J（1997年 - 1998年、朝日放送） - 司会
- 所さんのただものではない!（フジテレビ） - 解答者
- 土曜ぴーぷる（1997年10月 - 1998年3月、関西テレビ）
- おはよう朝日です（1999年4月6日 - 2020年9月28日、朝日放送） - 月曜日コメンテーター[18]
- 2時ドキッ!（2000年7月  -  2004年3月、関西テレビ） - 木曜パネラー
- ラピュタ伝説〜第2章 みんなの挑戦物語〜（2002年3月 - 4月、テレビ新広島）
- 野々村真の初売り探偵団（2005年 - 2009年（毎年12月31日）、東日本放送）※仙台市初売り情報番組
  - 野々村真の初売りまで待てないっ!（2010年12月31日）
- そこが知りたい 特捜!板東リサーチ（CBC） - 不定期
- アッコにおまかせ!（TBS）
- クイズ どんなMONだい?!（日本テレビ） - 不定期
- ネプリーグ (フジテレビ）
- クイズ!ヘキサゴンII（フジテレビ）
- クイズ赤恥青恥（テレビ東京） - 準レギュラー
- 趣味Do楽 3か月でフルマラソン（2012年4月2日 - 5月28日（全9回）、NHK Eテレ） - 生徒
- バイキング→バイキングMORE（フジテレビ、2014年4月7日  - 2022年3月28日、フジテレビ） - 月曜日レギュラー[注 1]
- やまがた発!旅の見聞録（2017年4月 - 2021年3月、山形放送・テレビ埼玉）※当初はソロだったが、2019年度からは篠山輝信と共に出演するようになった。
- 湖とともに生きる町〜野々村真が見た諏訪湖の今〜ゲスト（2017年1月、信越放送）
  - ぼくらの諏訪湖 〜野々村真が驚いた！小学生の提言〜（2018年1月、信越放送）
- 野々村真の広島!魅力発見（2017年4月1日 - 2021年3月20日、RCCテレビ）※広島市広報番組
  - 野々村真の離島みりょく発見 （2018年3月、RCCテレビ）
- 野々村真&俊恵 in 瀬戸内 夫婦 ホレなおしツアー（2017年10月、西日本放送・南海放送・山口放送・広島テレビ）

### ラジオ番組
- がんばらナイト（TBSラジオ）[1]
- マコト・マイコのマッコトのってます[1] - 岡本舞子と共演。

### テレビドラマ
- 女ざかり（1984年、日本テレビ）
- 月曜ドラマランド（フジテレビ）
  - 野球狂の詩（1985年1月7日）
  - チェッカーズ・イン・涙のリクエスト（1986年4月14日）
  - みゆき（1986年8月4日） - 主演・若松真人 役
  - 一休さん（1986年11月17日）
  - バケルくん（1987年5月4日） - 姿こう平 役
- ポニーテールはふり向かない（1985年 - 1986年、TBS） - 脇田克己 役
- すてきな三角関係（1987年、TBS）
- 恋に恋して恋きぶん（1987年、TBS） - 柴川正樹 役
- 赤ちゃんに乾杯!（1987年、TBS） - 海藤徹 役
- 男が泣かない夜はない（1987年） - 近藤純一
- 恋はハイホー!（1987年 - 1988年、日本テレビ） - 財前義則 役
- 恋人も濡れる街角 URBAN LOVE STORY（1988年、日本テレビ）
- 晴のちカミナリ（1988年、NHK） - 正義 役
- Dr.クマひげ（1989年 - 1990年、テレビ朝日）
- 白鳥麗子でございます!（1989年、TBS） - 秋本哲也 役
- 女ねずみ小僧 いけないことだぞ、大江戸マラソン博奕地獄（1990年、フジテレビ） - 金 役
- 特集ドラマ「さくら家の人びと」（1991年、NHK総合） - 青山 役
- 兄貴に乾杯（1991年、TBS）
- 株式会社徳川家康（1991年3月25日、TBS）
  - 新・株式会社徳川家康（1992年3月23日、TBS）
- 月曜・女のサスペンス 女流作家シリーズ「愛の殺人カルテ」（1992年3月2日、テレビ東京）
- はだかの刑事（1993年、日本テレビ）
- 湯けむり女子大生騒動（1994年、テレビ朝日） - 名倉司郎 役
- 女と愛とミステリー「芸能記者・柳田信吉の挑戦」（2003年2月26日、テレビ東京） - 白鳥孝太郎 役
- DRAMA COMPLEX「パディントン発4時50分 嘘をつく死体」（2006年4月11日、日本テレビ） - 稲葉謙二郎 役
- 愛の劇場「マイフェアボーイ」（2007年6月4日 - 7月13日、TBS） - 松沢史郎 役
- 水曜ミステリー9 「警視庁黒豆コンビ4 虚飾の塔・覗かれたセレブ妻の秘密」（2007年10月10日、テレビ東京） - コンシェルジェ 役
- 7人の女弁護士 第2話（2008年4月17日、テレビ朝日） - 沢田裕一 役
- 君のせい（2009年5月4日・5月5日、TBS） - 三上康弘 役
- 金曜プレミアム「潔癖クンの殺人ファイル2 芸能界“ザ・スキャンダル”」（2015年6月19日、フジテレビ）
- サウナーマン〜汗か涙かわからない〜 第6話（2019年10月7日、朝日放送）
- シリーズ・江戸川乱歩短編集Ⅳ「怪人二十面相」（2021年3月23日、NHK BSP） - 松野運転手 役

### 映画
- アイドルを探せ（1987年） - 野々原誠 役
- 父（1988年） - 日暮大次郎 役
- 青い山脈'88（1988年） - 金谷六助 役
- 遺産相続（1990年） - 勅使瓦英俊 役
- 結婚「中井・鷲尾御両家篇」（1993年） - 中岡鉄幹 役
- 桜姫（2013年） - 吉田左門 役

### 劇場アニメ
- 平成狸合戦ぽんぽこ（1994年） - 正吉（声） 役

### 舞台
- ミュージカル「アンネの日記」（1988年）
- 現代狂言Ⅵ（2012年2月11日・12日・3月3日）
- ミュージカル「オープニングナイト」〜桜咲高校ミュージカル部〜（2021年7月2日 - 11日・10月29日 - 11月7日）
- 舞台「ぼくらの七日間戦争2025」（2025年8月24日 - 11月9日〈予定〉） - 瀬川卓蔵 役[19]

### CM
- 大塚製薬「ファイブミニ」（1991年） - 山田邦子と共演
- 三井生命「大樹暖家族R」（1997年） - 俊恵と共演
- ソフトバンクモバイル（2014年） - 偽ふなっしーとして、ふなっしー、俊恵・香音、白戸家と共演
- 野村證券（2014年） - 俊恵・香音と共演
- 日本水産「イマークS」（2014年） - 香音と共演
- サンヨー食品「これだねカップシリーズ」 - 松居直美と共演

### その他
- 「あげまん」可愛い女の演出術 - 1990年公開、伊丹十三監督作品「あげまん」メイキングビデオ・ナビゲーター
- 一日警察署長 葛西警察署（2024年9月20日）[20]

## 音楽
- 全てのシングル・アルバムはRVCから、野々村誠名義でリリースされた。

### シングル
| # | 発売日        | A/B面 | タイトル               | 作詞         | 作曲       | 編曲       | 規格品番 |
| - | ------------- | ----- | ---------------------- | ------------ | ---------- | ---------- | -------- |
| 1 | 1985年 6月5日 | A面   | 純情時代               | 荒木とよひさ | 馬飼野康二 | 馬飼野康二 | RHS-201  |
| 1 | 1985年 6月5日 | B面   | 国道から               | 榊杏         | 熊谷安廣   | 戸塚修     | RHS-201  |
| 2 | 1985年 9月5日 | A面   | 俱楽部メリハリ         | 嶺岸未来     | 水谷公生   | 水谷公生   | RHS-212  |
| 2 | 1985年 9月5日 | B面   | ナイト・ストレンジャー | 榊杏         | 水谷公生   | 松下誠     | RHS-212  |
| 3 | 1986年 2月5日 | A面   | 横須賀不良時代         | 大津あきら   | 熊谷安廣   | 馬飼野康二 | RHS-233  |
| 3 | 1986年 2月5日 | B面   | 涙のリフレイン         | 榊杏         | 馬飼野康二 | 大谷和夫   | RHS-233  |

### タイアップ曲
| 年     | 楽曲     | タイアップ                                                    |
| ------ | -------- | ------------------------------------------------------------- |
| 1985年 | 純情時代 | テレビ東京系テレビドラマ「花の女子校 聖カトレア学園」EDテーマ |

## 著書
- 『ビリでも一等賞』（スコラ社）